# ОШ „Вук Караџић” Бач
ОШ „Вук Караџић” једна је од основних школа на подручју општине Бач, основана је 1946. године. Носи име по Вуку Караџићу, српском лингвисти, филологу, антропологу, књижевнику, преводиоцу и академику. Налази се у улици Школска 1.

## Историјат
Основна школа „Вук Караџић” је основана 1946. године, а првих година је имала 620 ученика. Основана је од стране Среског народног одбора Оџаци. Од 19. септембра 1946. до 26. новембра 1973. је постојала као радна организација са потпуном одговорношћу. Од 28. децембра 1973. се конституише као радна организација без основних организација удруженог рада. Од  1. августа 1975. је извршено спајање радних организација основних школа на територији општине Бач и оснивање радне организације „Братство јединство” са седиштем у Бачу. Од 6. јула 1990. је извршена реорганизација удружених основних школа општине Бач „Братство јединство” у самосталне установе – основне школе са потпуном одговорношћу. Скупштина општине Бач је 24. новембра 2003. преузела оснивачка права доношењем Одлуке о преузимању права и обавеза оснивача над основним школама на територији општине Бач. Године 1972. је школа добила нову зграду.